# Hästtjärnen (Byske socken, Västerbotten, 723901-175381)
Hästtjärnen är en sjö i Skellefteå kommun i Västerbotten och ingår i Jävreåns huvudavrinningsområde.